# داليدا حمدان
داليدا حمدان (12 مايو 1985-) هي مغنية ومؤلفة لبنانية مقيمة في الكويت.

## حياتها ونشأتها
تخرجت من برنامج «ستوديو الفن» مع الفنان وائل كفوري.

## مسيرتها
شاركت بالدبلاج الصوتي في مسلسل أبطال الخليج.
بدأت كمغنية أفراح شعيبة في الكويت، ثم دعمت في الغناء للتصل إلى نجوميتها في الوسط.